# Belgal, Hungund
Belgal là một làng thuộc tehsil Hungund, huyện Bagalkot, bang Karnataka, Ấn Độ.